# Nikolaï Krioutchkov
Pour les articles homonymes, voir Krioutchkov.
Nikolaï Afanassievitch Krioutchkov (en russe : Николай Афанасьевич Крючков), né le 24 décembre 1910 à Moscou et mort le 13 avril 1994  dans cette même ville, est un acteur soviétique de théâtre et de cinéma. Il fut lauréat du Prix Staline, Artiste du peuple de l'URSS (1965), Ordre de Lénine (1940, 1980) et Héros du travail socialiste.

## Biographie
Nikolaï Krioutchkov naît à Moscou dans une famille d'ouvriers. Son père est mort des suites des blessures reçues lors de la Première Guerre mondiale peu après être revenu du front. La mère a dû élever seule ses enfants. À l'âge de 14 ans, Nikolaï devint apprenti à l'entreprise textile Manufacture Trekhgornaïa dont il a également intégré la troupe du théâtre amateur. En 1928-1930, parallèlement à son travail à l'usine, il suit des études à l'école d'art dramatique du Théâtre de la jeunesse ouvrière où l'un de ses maîtres est Igor Savtchenko. Son début a lieu dans le spectacle 1905. 
En 1931-1940, il travaille à Mezhrabpomfilm. Son début cinématographique a eu lieu dans le film Okraïna de Boris Barnet en 1933. La vraie célébrité lui vient avec le film Les Tractoristes d'Ivan Pyriev sorti en 1938 qui lui apportera également le prix Staline en 1941.
En 1941-1945, il travaille à Mosfilm. En 1944, on lui décerne l'Ordre de l'Étoile rouge.
En 1945-1992, c'est-à-dire jusqu'à la fin de sa carrière, il travaille au Théâtre national d'acteur de cinéma à Moscou. En 1980, il est déclaré Héros du travail socialiste. L'acteur a écrit un livre autobiographique De quoi vit un homme (en russe : Чем жив человек) en 1987.
En 1990, Nikolaï Krioutchkov reçoit la principale récompense nationale du cinéma russe Nika pour l'ensemble de son œuvre. 
Il reste aimé du public et jusqu'à la fin figure parmi les invités des émissions télévisées populaires. Deux biographies lui sont consacrés, en 1951 et en 1982.
Il est inhumé au cimetière de Novodevitchi.

## Distinctions
- Ordre du Drapeau rouge du Travail (1938, 1967, 1971)
- Prix Staline (1941)
- Ordre de Lénine (1940, 1980)
- Ordre de l'Étoile rouge (1944)
- Ordre de la révolution d'Octobre (1974)
- Ordre de la Guerre patriotique (1974)
- Héros du travail socialiste (1980)
- Nika (1990)

## Filmographie sélective
Il tourna dans 94 films entre 1932 et 1993, notamment des films de guerre et films tournés dans le genre de réalisme socialiste soviétique.
- 1933 : Okraïna de Boris Barnet
- 1935 : Au bord de la mer bleue de Boris Barnet
- 1936 : Les Treize de Mikhail Romm[3]
- 1938 : Les Tractoristes d'Ivan Pyriev
- 1939 : Chtchors (Щорс) d'Alexandre Dovjenko et Ioulia Solntseva : Rogovenko
- 1940 : Sverdlov de Sergueï Ioutkevitch
- 1941 : La Porchère et le Berger (Свинарка и пастух) d'Ivan Pyriev : Kouzma
- 1942 : Kotovski (Котовский) de Alexandre Feinzimmer : Kabaniuk
- 1945 : Le Lent Voyageur du ciel (Небесный тихоход) de Semion Timochenko : Vassili Boulotchkine
- 1950 : Les Lumières de Bakou (Огни Баку)
- 1950 : Un été généreux réalisé par Boris Barnet : le président de la ferme collective «En avant»
- 1956 : La Garnison immortelle de Édouard Tissé
- 1956 : Le Quarante et unième de Grigori Tchoukhraï
- 1959 : La Ballade du soldat de Grigori Tchoukhraï
- 1962 : La Ballade des Hussards d'Eldar Riazanov
- 1964 : Il était une fois un vieux et une vieille de Grigori Tchoukraï
- 1975 : Quand arrive septembre (Когда наступает сентябрь) de Edmond Keossaian : Nikolaï Ivanov
- 1979 : Le Marathon d'automne (Osenniy marafon, Осенний марафон) de Gueorgui Danielia : l'oncle Kolia, le voisin de Alla
- 1989 : Stalingrad (Сталинград) de Youri Ozerov